# Zehnpunkt-Marienkäfer

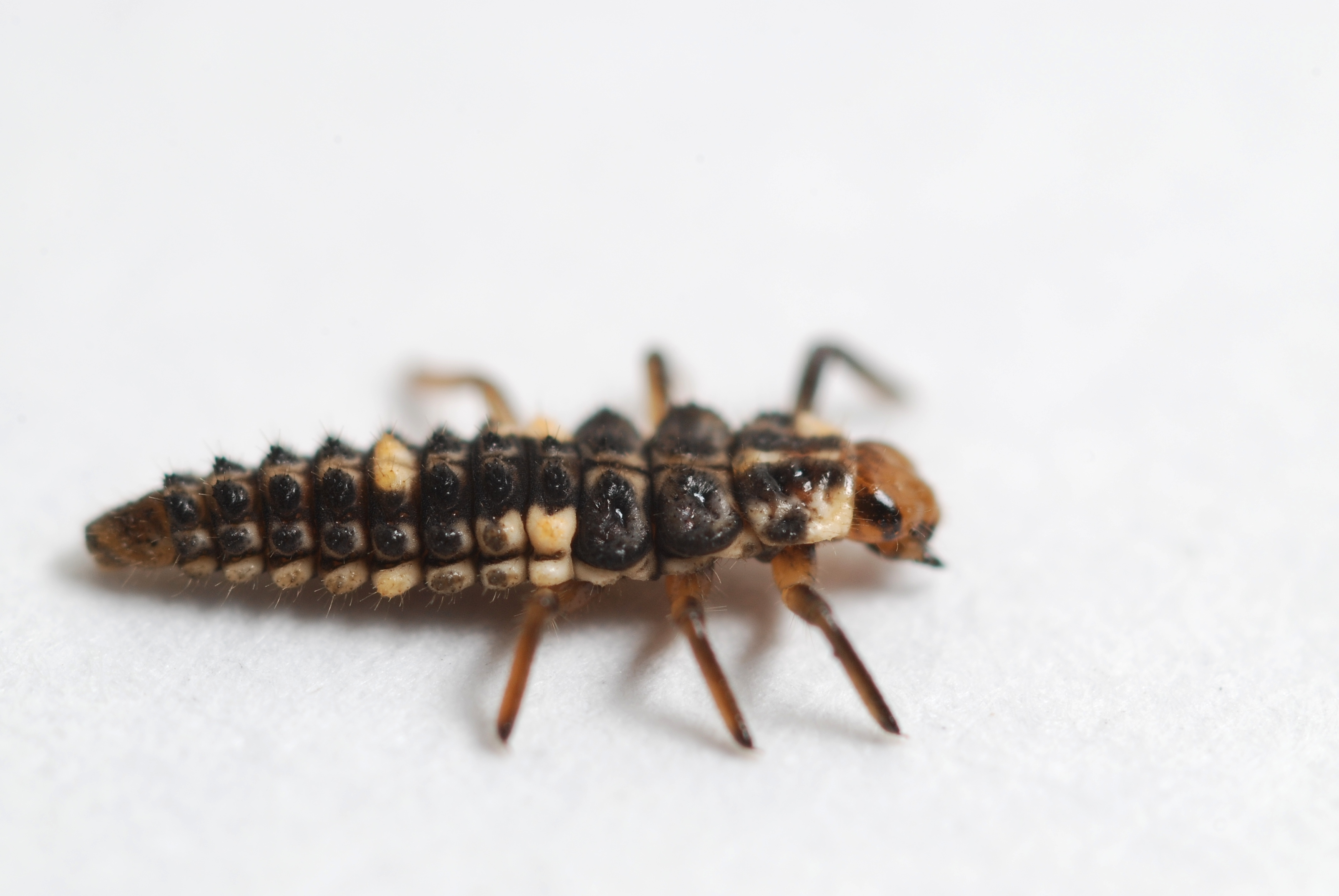
Larve des Zehnpunkts

Der Zehnpunkt-Marienkäfer (Adalia decempunctata) ist ein Käfer der Familie der Marienkäfer (Coccinellidae).

## Beschreibung
Die Käfer werden etwa 3,5 bis 5 Millimeter lang. Sie haben eine sehr variable Färbung, bei der sich grundsätzlich drei Formen unterscheiden. Bei der hellen Form sitzen auf dem Halsschild fünf bis sieben schwarze Flecken, auf den rotorangen Deckflügeln befinden sich mehrere schwarze Flecken, auch seitlich des Schildchens (Scutellum) können scharte Flecken auftreten. Bei der dunklen Form, die überwiegend schwarz oder braun gefärbt ist, kann man auf den Deckflügeln einen schrägen orangen Fleck hinter der Schulter und manchmal auch weitere am hinteren Teil der Deckflügel erkennen. Der Halsschild hat an den Seiten und vorne einen hellen Rand. Bei der Mischform sind die Deckflügel schwarz oder braun gefärbt und haben je fünf orange bis rote Flecken. Manchmal haben die Käfer gar keine Flecken. Sie sind dann nur an ihrem hellen Halsschild mit den fünf schwarzen Punkten zu erkennen. Ihre Fühler und Beine sind gelbbraun.

## Lebensweise
Die Überwinterung findet als Imago in der Bodenstreu statt.

## Vorkommen
Die Käfer kommen in ganz Europa, bis auf den hohen Norden und in Asien vor. Sie sitzen vor allem auf Laubbäumen und in Wiesen und sind fast überall sehr häufig. Man findet sie von April bis Oktober.

## Nahrung
Wie die meisten Marienkäfer-Arten ernähren sich die Käfer und Larven der Zehnpunkt-Marienkäfer von Blattläusen.

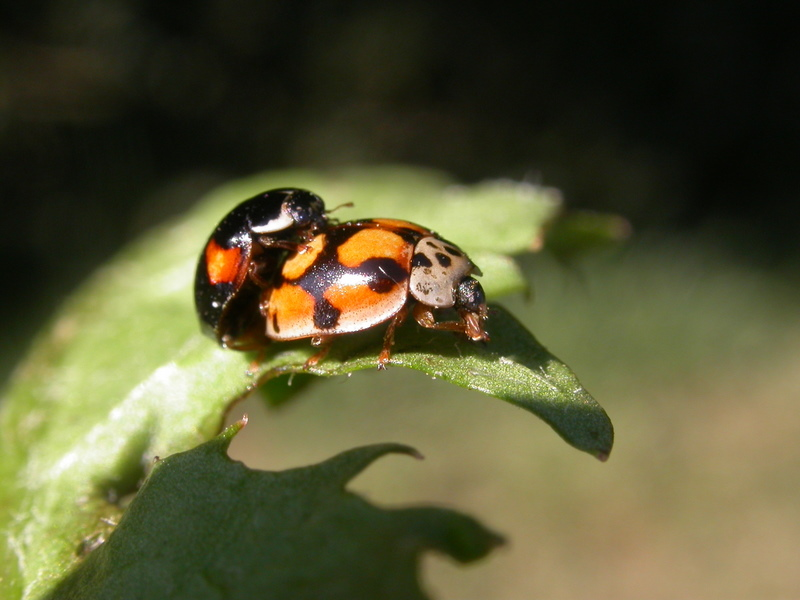
Paarung
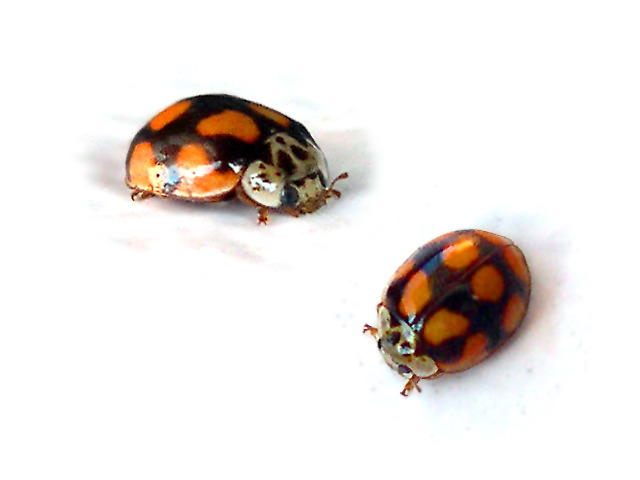
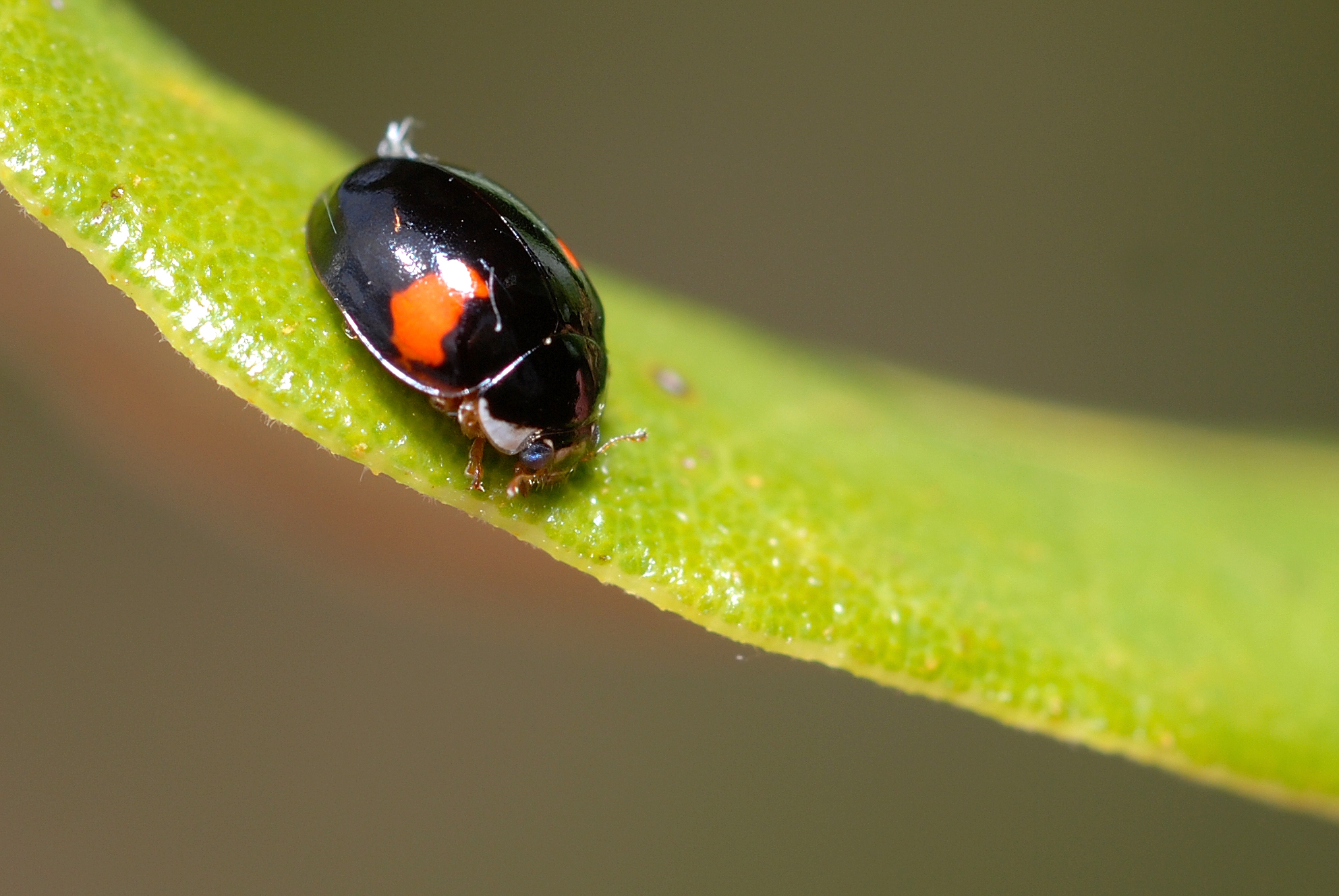
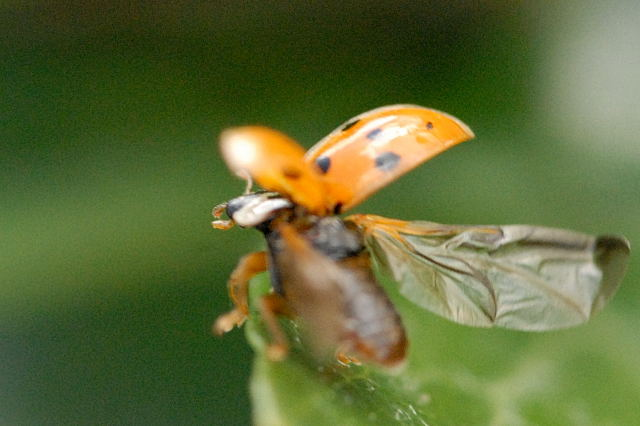
Käfer vor dem Abflug